# Vailhan
Vailhan är en kommun i departementet Hérault i regionen Occitanien i södra Frankrike. Kommunen ligger i kantonen Roujan som tillhör arrondissementet Béziers. År 2022 hade Vailhan 142 invånare.

## Befolkningsutveckling
Antalet invånare i kommunen Vailhan
Referens:INSEE